# Let Me Cry
Let Me Cry är en låt framförd av den bulgariska sångerskan Mariana Popova. Låten var Bulgariens bidrag i Eurovision Song Contest 2006 i Aten i Grekland. Låten är skriven av Dani Milev och Elina Gavrilova.
Bidraget framfördes i semifinalen den 18 maj och fick 36 poäng vilket gav en sjuttonde plats, inte tillräckligt för att gå vidare till finalen.